# Villa Saint-Augustin, Thalassa, Phébus et Borée
La villa Saint-Augustin, Thalassa, Phébus et Borée est une villa située au Touquet-Paris-Plage. Ce bâtiment (façades et toitures) est inscrit au titre des monuments historiques depuis le 12 mai 1998.

## Localisation
Cette villa est sise à l'angle de la rue de la Paix et du boulevard de la Mer (Docteur Jules Pouget aujourd'hui) (no 103, 105 et 105bis).

## Construction

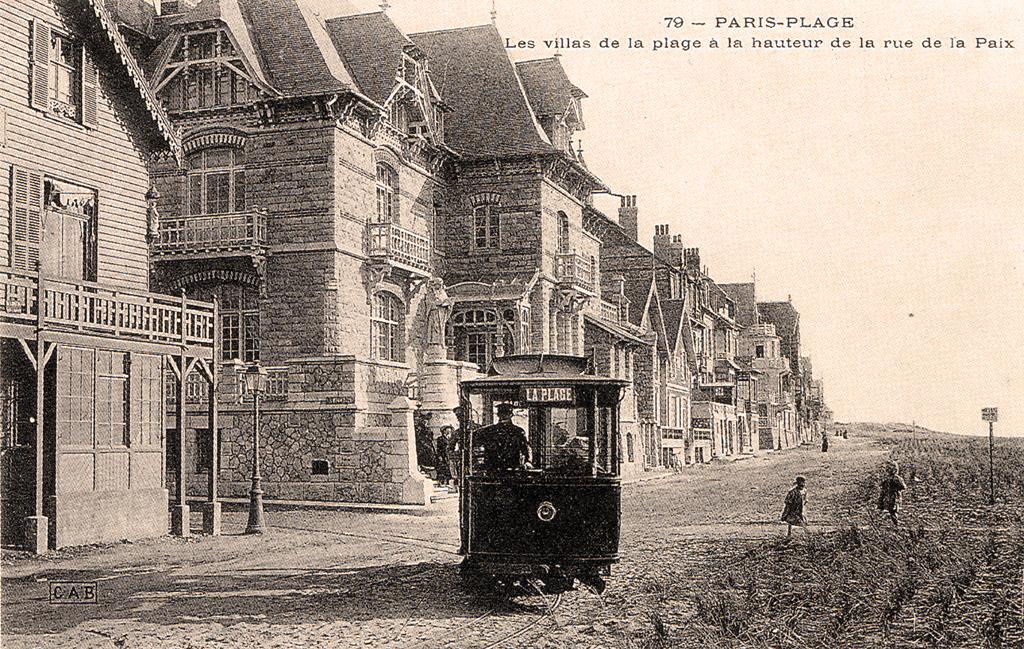
La villa en 1910

La villa Saint-Augustin, Thalassa, Phébus, Borée est la seule très grande villa familiale encore existante en front de mer. Construite en 1897 par Augustin Legay pour lui et ses deux enfants, elle était à l'origine constituée de trois parties : Saint-Augustin, Phébus et Borée. Par la suite, la plus grande partie fut divisée en deux : Saint-Augustin et Thalassa. Actuellement, trois des quatre parties appartiennent encore à cette famille.
Elle est construite en pierre de Marquise, sur les plans de l'architecte Ladislas Gasiorowski pour Augustin Legay (d'Arras). Elle constitue alors « ce qu'il y a de plus grandiose et de plus magnifique ». La statue de saint Augustin de Cantorbéry[réf. nécessaire] est tombée de son socle lors des bombardements de juin 1944, et n'a pas été remontée.
Cette villa est entretenue avec soin et rappelle la première époque du Touquet-Paris-Plage.

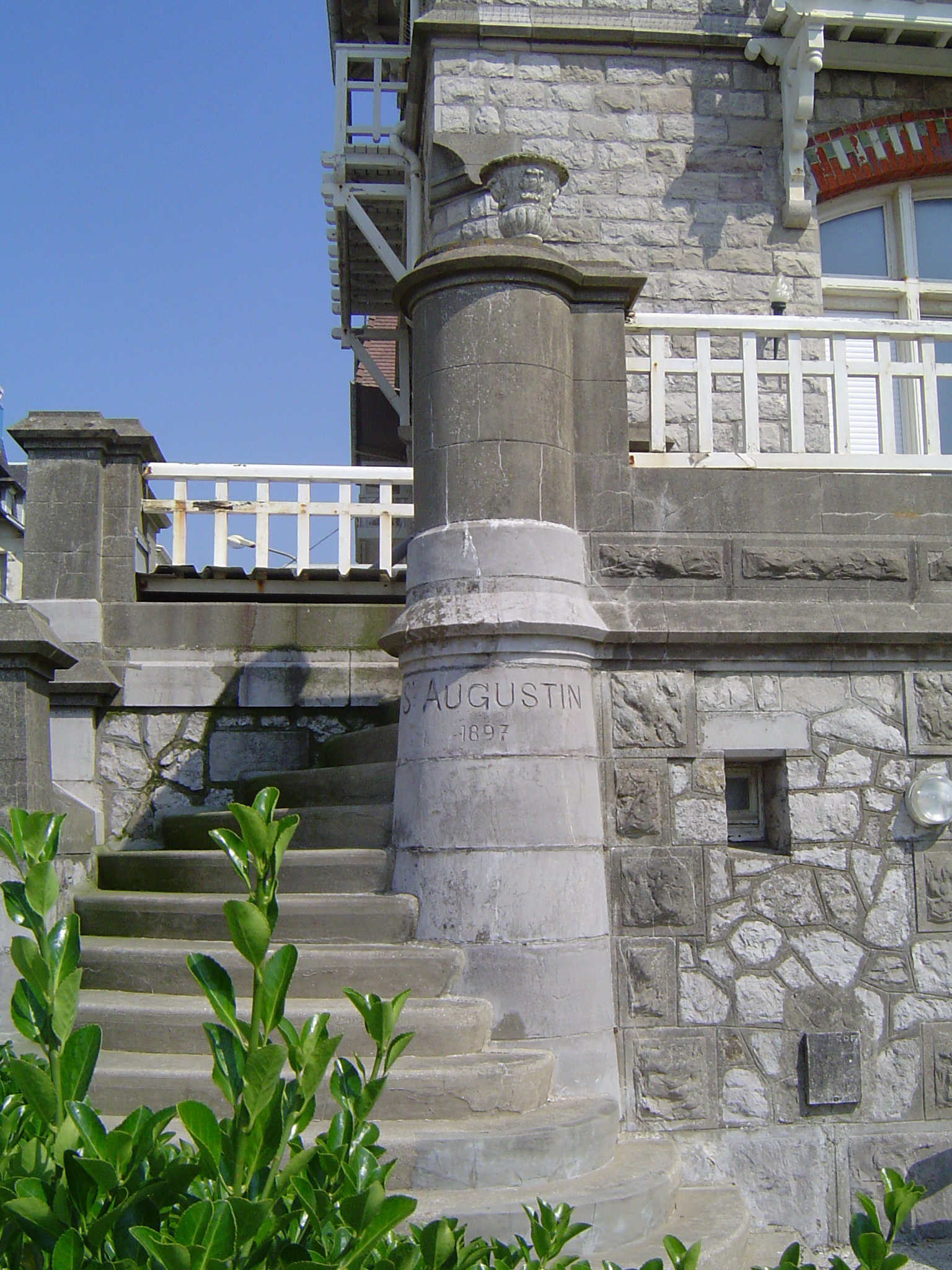
Saint-Augustin
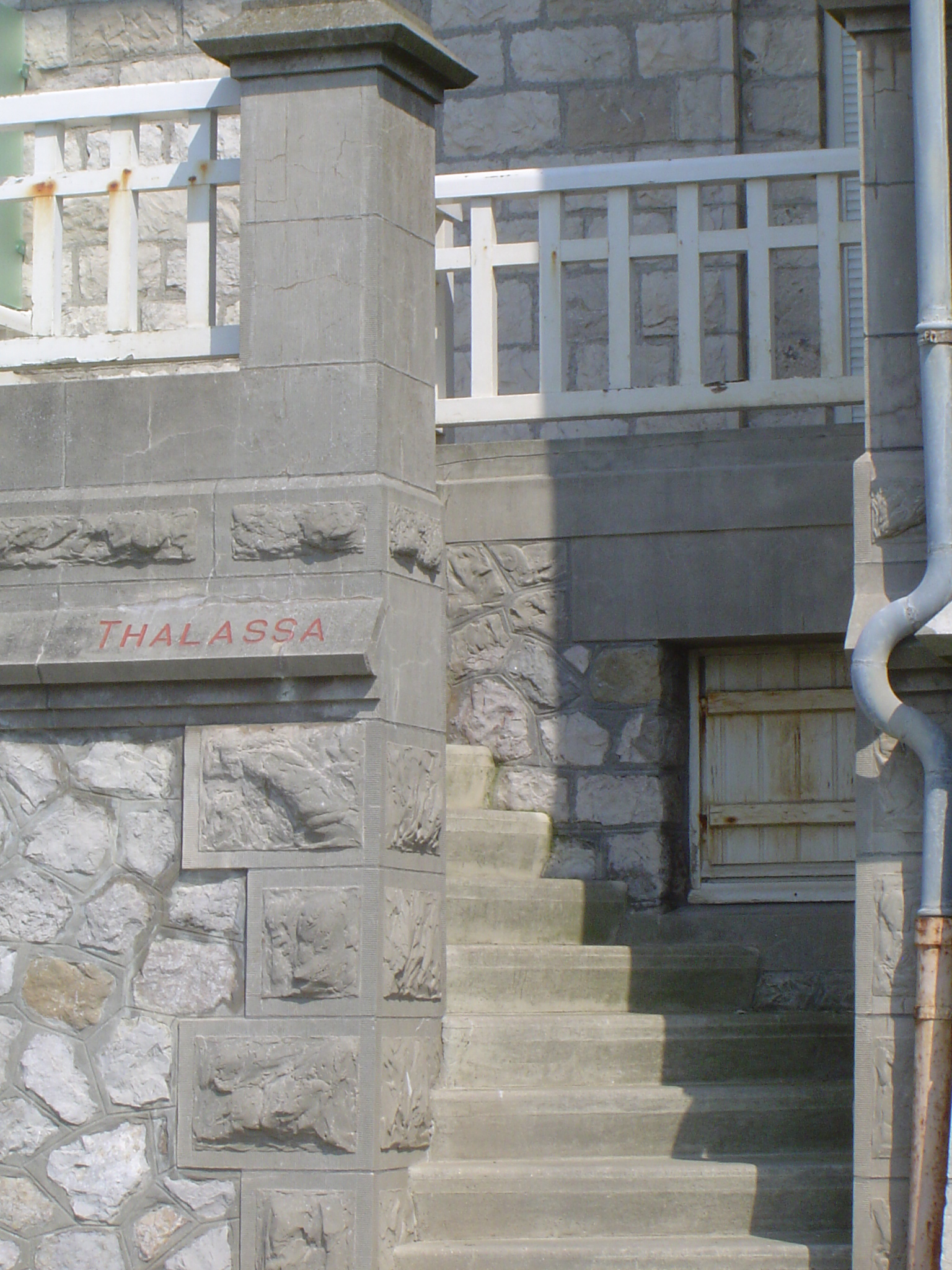
Thalassa
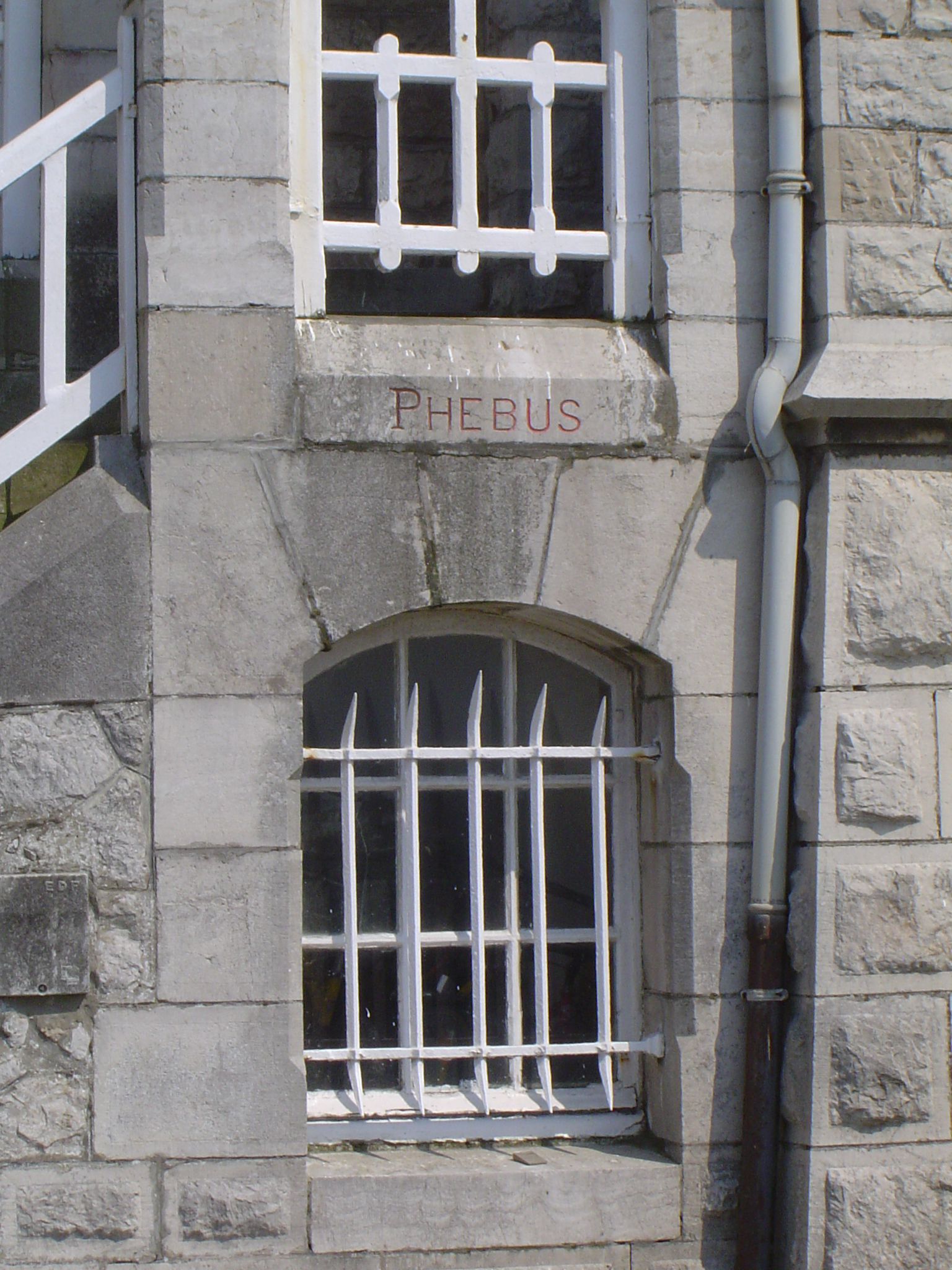
Phébus
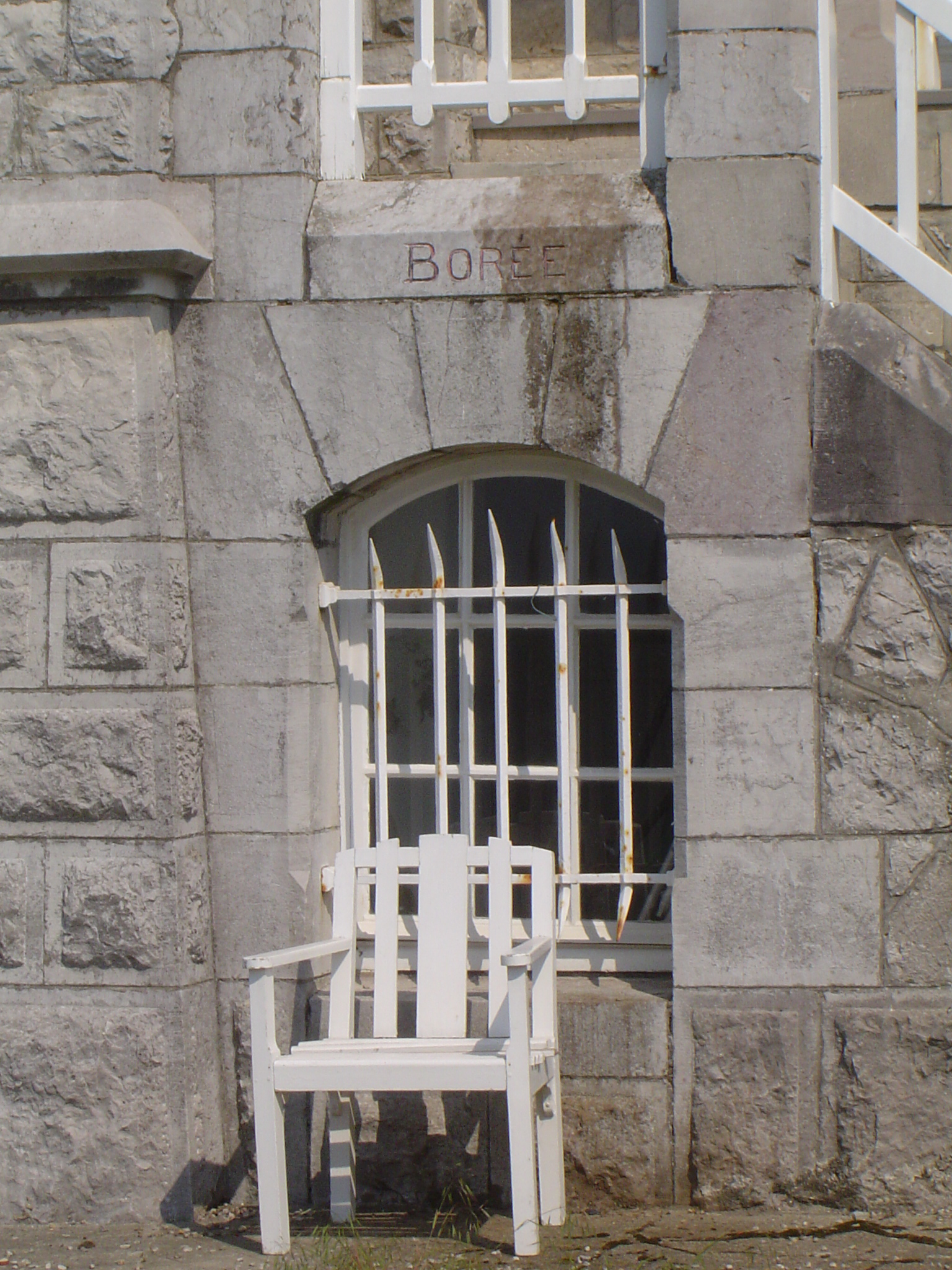
Borée

## Pour approfondir

### Ouvrages
- Patricia Crespo, Le Touquet, les noms de nos villas racontent..., avril 1993 (ISBN 2-9507571-0-3)

1. ↑  p. 32

- Édith et Yves De Gueeter, Paris-Plage en cartes postales anciennes de Martine et Daniel Boivin, avril 1987

1. ↑  p. 15
2. ↑  p. 44

#### Autres sources
1. ↑  Notice no PA62000030, sur la plateforme ouverte du patrimoine, base Mérimée, ministère français de la Culture
2. ↑  Patricia Crespo, Le Touquet, les noms de nos villas racontent…, 1993 p. 32  (ISBN 2-95075-710-3).